# Bara (snack)

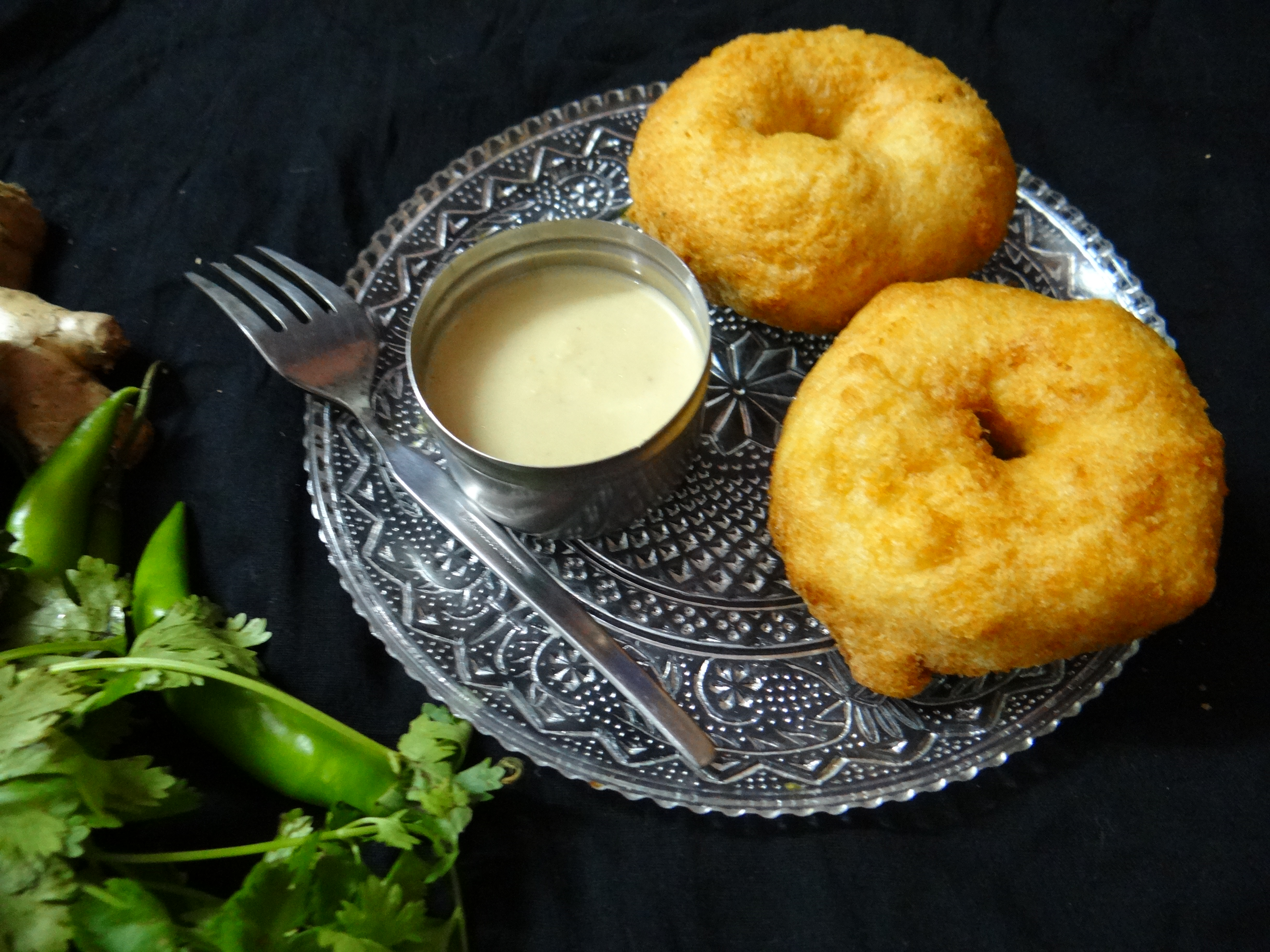

De bara is een oorspronkelijk uit India afkomstige Surinaams-Hindoestaanse snack waarbij gekruid deeg wordt gefrituurd.
Het deeg wordt gemaakt van urdimeel (gemaakt van mungbonen) en tayerbladeren of soms verse spinazie, gekruid met onder meer komijn, knoflook, kurkuma en chilipeper (of Madame Jeanette pepers).
De oorspronkelijke Indiase vorm heet vada en wordt ook vaak van aardappelmeel of gemalen kikkererwten gemaakt.
Dit gerecht wordt geserveerd in Surinaamse eethuisjes en rotishops in Nederland. Ook wordt het benodigd deegmix in toko's verkocht.